# ساتوشي كاتاوكا
ساتوشي كاتاوكا (باليابانية: 片岡聡؛ بالكانا: かたおか さとし) هو لاعب الغو ‏ ياباني، ولد في 3 أغسطس 1958 في تشيبا في اليابان.